# Gmina Wyszków
Gmina Wyszków (před rokem 1870 Gmina Leszczydół) je gmina v Polsku, v Mazovském vojvodství, v okrese Wyszków.

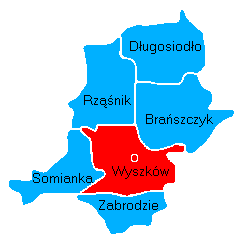
umístění gminy v okrese

Sídlo gminy je město Wyszków.

## Povrchová struktura
Podle údajů z roku 2002 má gmina rozlohu 165,6 km², z toho:
- zemědělská půda: 53 %
- lesní půda: 29 %

Gmina tvoří 18,89 % rozlohy okresu.